# Caliraja
Caliraja ist eine Fischgattung aus der Familie der Echten Rochen (Rajidae). Es sind vier Arten bekannt, die im nordöstlichen Pazifik vom östlichen Beringmeer bis zum Golf von Kalifornien vorkommen. Caliraja wurde nach Kalifornien benannt (Cali für Californien + raja = Rochen), da die Typusexemplare der vier Arten an der Küste dieser Landschaft gefangen wurden.

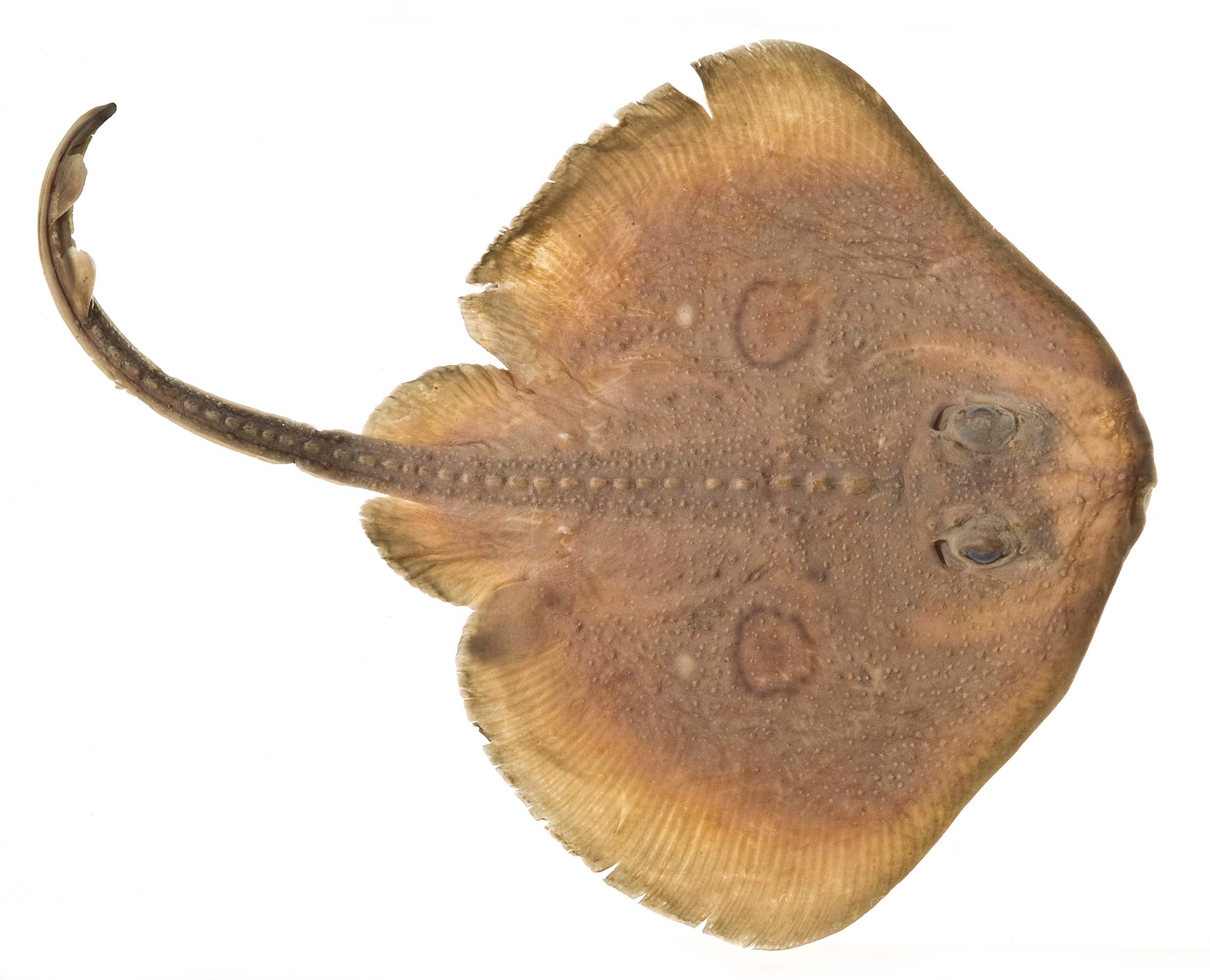
Caliraja stellulata

## Merkmale
Caliraja-Arten werden 39 bis 204 cm lang. Ihre Grundfarbe ist olivbraun, graubraun oder grau. Auf den Brustflossen zeigen sie dunkle Flecken, Punkte, Ringe oder Augenflecke. Die von Kopf, Rumpf und Brustflossen gebildete Körperscheibe ist rhombisch oder herzförmig und 1,1 bis 1,3 mal breiter als lang. Die Rückenseite ist mit verstreuten bis eng zusammenstehenden Hautzähnchen besetzt. Auf dem Schwanz befindet sich eine gut ausgeprägte Dornenreihe, an den Seiten flankiert von Reihen kleinerer Dornen. Ebenfalls auf dem Schwanz befinden sich zwei ähnlich große Rückenflossen, am Ende ist eine kleine bis verkümmerte Schwanzflosse. Die Schnauze ist moderat lang bis sehr stark verlängert und zugespitzt. Im Oberkiefer befinden sich 32 bis 49 Zahnreihen, im Unterkiefer sind es 27 bis 46. Die Brustflossen werden von 64 bis 79 Radialia gestützt, bei den tief eingebuchteten Bauchflossen sind es 18 bis 23. Vor der ersten Rückenflosse zählt man 68 bis 83 Wirbel. Der Spiraldarm hat 7 bis 12 Umgänge. Die hornigen Eikapseln der Rochen sind annähernd rechteckig, relativ groß und dunkelbraun bis braungold gefärbt.

## Arten
Zur Gattung Caliraja gehören vier Arten:
- Caliraja cortezensis (McEachran & Miyake, 1988)
- Caliraja inornata (Jordan & Gilbert, 1881)
- Caliraja rhina (Jordan & Gilbert, 1880)
- Caliraja stellulata (Jordan & Gilbert, 1880)

## Systematik
Die Gattung Caliraja wurde im Herbst 2022 durch den Knorpelfischexperten David A. Ebert eingeführt. Alle vier Arten der Gattung gehörten ursprünglich zu Raja und von 2016 bis 2022 zu Beringraja. Der bedeutendste Unterschied zwischen Beringraja und Caliraja besteht darin, dass Caliraja einen einzigen Embryo pro Eikapsel hat, während Beringraja 1 bis 9 Embryonen pro Eikapsel hat. Außerdem sind die Eikapseln von Caliraja in der Regel kleiner und die Haltefäden sind mäßig lang, während die Haltefäden der Eikaseln von Beringraja kurz oder nur wenig entwickelt sind.